# Chomątowo
Chomątowo este un sat în districtul Gmina Augustów, din Județul Augustów, Podlaskie Voivodeship, din nord-estul Poloniei.